# Tettenweis
Tettenweis település Németországban, azon belül Bajorországban. Lakosainak száma 1836 fő (2023. december 31.). Tettenweis Rotthalmünster, Bad Griesbach im Rottal, Ruhstorf an der Rott és Pocking községekkel határos.

## Népesség
A település népessége az elmúlt években az alábbi módon változott:
| Lakosok száma | 439  | 743  | 1650 | 1658 | 1668 | 1692 | 1735 | 1741 | 1818 | 1836 |
|               | 1875 | 1950 | 1975 | 1987 | 2012 | 2014 | 2016 | 2017 | 2021 | 2023 |